# Weg ohne Umkehr
Weg ohne Umkehr ist ein deutsches Filmdrama des Regisseurs Victor Vicas aus dem Jahr 1953 nach einem Roman von Gregory Klimov, mit Ruth Niehaus, Ivan Desny, René Deltgen und Karl John in den Hauptrollen. Der Film erhielt 1954 den Bundesfilmpreis und 1955 den ersten Golden Globe Award für Deutschland.

## Handlung
Der sowjetische Ingenieur Michael Zorin (Ivan Desny) erlebt das Ende des Zweiten Weltkriegs im Mai 1945 als Offizier der Roten Armee in Berlin. Eines Nachts lernt er das völlig verängstigte 16-jährige deutsche Mädchen Anna Brückner (Ruth Niehaus) kennen und begleitet es nach Hause.
Sieben Jahre später wird Michael im Jahr 1952 als Leiter einer zivilen sowjetischen Industrie-Inspektionskommission nach Ost-Berlin berufen. Dort arbeitet er in einem metallverarbeitenden Betrieb mit dem deutschen Ingenieur Schultz zusammen, der ständig Konflikte mit der sozialistischen Regierung hat. Michael sucht in West-Berlin vergeblich nach Anna. Daraufhin wird er zur Gruppe der Sowjetischen Streitkräfte in Deutschland zitiert und erhält eine Verwarnung. Bei diesem Termin entdeckt Michael, dass die mittlerweile 23-jährige Anna dort als Sekretärin arbeitet und dem sowjetischen Major Kazanow (René Deltgen) hörig ist.
Michael und Anna treffen sich mehrmals und verlieben sich ineinander, was aber durch Major Kazanow erschwert wird. Michael empfindet den Eisernen Vorhang zunehmend als Bedrohung und als Qual. Schultz verübt ein Attentat auf Michael, da er der Auffassung ist, dass dieser zu seinen Peinigern gehört. Michael überlebt und kann Schultz davon überzeugen, dass er selbst auch ein Opfer des Systems ist, woraufhin beide Freunde werden.
Schultz wird von seinem Betrieb gekündigt und entschließt sich dazu, nach West-Berlin zu fliehen. Auch in Michael wächst der Wunsch, in den Westen zu gehen. Als die Flucht von Schultz fehlschlägt und herauskommt, dass Michael ihm dabei geholfen hat, muss auch Michael nach West-Berlin fliehen. Er wird von Anna gewarnt, und sie bittet ihn, sie mitzunehmen. Beide entkommen ihren Verfolgern und finden Unterschlupf in einer West-Berliner Pension. Am nächsten Morgen will sich Michael bei den Behörden und bei alten Bekannten melden. In seiner Abwesenheit wird Anna vom Geheimdienst zurück nach Ost-Berlin verschleppt.

## Produktionsnotizen
Als Filmstudio diente das Atelier in Wiesbaden. Die Außenaufnahmen entstanden in Berlin, Wiesbaden, Mainz und auf Schloss Hohenbuchau. Die Filmbauten schufen Alfred Bütow und Ernst Schomer. Uraufführung war am 6. November 1953 in Köln im Kino Rex am Ring. Weg ohne Umkehr war 1954 bei den Internationalen Filmfestspielen Berlin und bei den Internationalen Filmfestspielen San Sebastian zu sehen.

## Kritik
„Weitaus überzeugender als vergleichsweise Carol Reeds Gefährlicher Urlaub zeichnet sich der Film, abgesehen von wenigen konstruierten Effekten, durch Phrasenlosigkeit, Fairneß und Toleranz bei der Darstellung von Gegenpositionen aus.“

## Auszeichnungen
- Prädikat besonders wertvoll der Filmbewertungsstelle der Länder
- Aufnahme in die Jahresbestenliste 1954 der Katholischen Filmliga

Deutscher Filmpreis 1954
- Filmband in Gold, Bester Hauptdarsteller an René Deltgen
- Wanderpreis Goldene Schale, Bester abendfüllender Spielfilm
- Filmband in Gold, Beste Musik an Hans-Martin Majewski

Golden Globe Award 1955
- Bester fremdsprachiger Film